# Louis King
Louis King (28 de juny de 1898 - 7 de setembre de 1962) va ser un actor i director de cinema nord-americà de westerns i pel·lícules d'aventures dels anys 20, 30 i 40.

## Biografia
King va néixer a Christiansburg (Virgínia). El seu nom també estava escrit com L.H. King i Lewis King. Germà del director Henry King, va entrar al negoci cinematogràfic l'any 1919 com a actor de personatges. Es va especialitzar en vilans i fanfarrons. Va començar la seva carrera com a director d'una sèrie de westerns a la dècada de 1920 com a Lewis King: The Bantam Cowboy (1928), The Fightin' Redhead (1928), The Pinto Kid (1928), The Little Buckaroo (1928), The Slingshot Kid (1927), The Boy Rider (1927), Montana Bill (1921), Pirates of the West (1921) i The Gun Runners (1921).
Va dirigir aventures d'acció i westerns de Hollywood a les dècades de 1930 i 1940 i la pel·lícula de guerra de la 20th Century-Fox Chetniks! The Fighting Guerrillas el 1943. A la dècada de 1950, va dirigir westerns a la televisió, incloent episodis de Gunsmoke el 1957, el Zane Grey Theatre el 1958, The Adventures of Wild Bill Hickok i The Deputy el 1960–61.
King va morir per causes no revelades l'1 de setembre de 1962, a Hollywood, Califòrnia, als 64 anys.

## Filmografia parcial
- Rosemary Climbs the Heights (1918)
- The Valley of Tomorrow (1920)
- The Gun Runners (1921)
- Ever Since Eve (1921)
- Singing River (1921)
- Watch Your Step (1922)
- Main Street (1923)
- Let's Go (1923)
- The Law Rustlers (1923)
- Spawn of the Desert (1923)
- The Printer's Devil (1923)
- The Devil's Cargo (1925)
- The Boy Rider (1927)
- The Pinto Kid (1928)
- The Little Buckaroo (1928)
- Orphan of the Sage (1928)
- The Bantam Cowboy (1928)
- Young Whirlwind (1928)
- The Fightin' Redhead (1928)
- Rough Ridin' Red (1928)
- The Freckled Rascal (1929)
- The Vagabond Cub (1929)
- Mexicali Rose (1929)
- Men Without Law (1930)
- The Lone Rider (1930)
- The Mask Falls (1931)
- Desert Vengeance (1931)
- Police Court (1932)
- The Arm of the Law (1932)
- Drifting Souls (1932)
- The County Fair (1932)
- Life in the Raw (1933)
- Bachelor of Arts (1934)
- Murder in Trinidad (1934)
- Charlie Chan in Egypt (1935)
- Angelina o el honor de un brigadier (1935)
- Bengal Tiger (1936)
- Bulldog Drummond's Revenge (1937)
- Wine, Women and Horses (1937)
- Bulldog Drummond Comes Back (1937)
- Tom Sawyer, Detective (1938)
- The Way of All Flesh (1940)
- Typhoon (1940)
- Young America (1942)
- Chetniks! The Fighting Guerrillas (1943)
- Thunderhead, Son of Flicka (1945)
- Smoky (1946)
- Thunder in the Valley (1947)
- Green Grass of Wyoming (1948)
- Sand (1949)
- Mrs. Mike (1949)
- Powder River (1953)
- Sabre Jet (1953)
- Missió perillosa (1954)
- Massacre (1956)